# Bard (Italia)
Bard (pronuncia /baʁ/  - "Bar", Bar in patois valdostano) è un comune italiano di 102 abitanti della Valle d'Aosta. Fa parte del circuito dei borghi più belli d'Italia.

## Geografia fisica

### Territorio

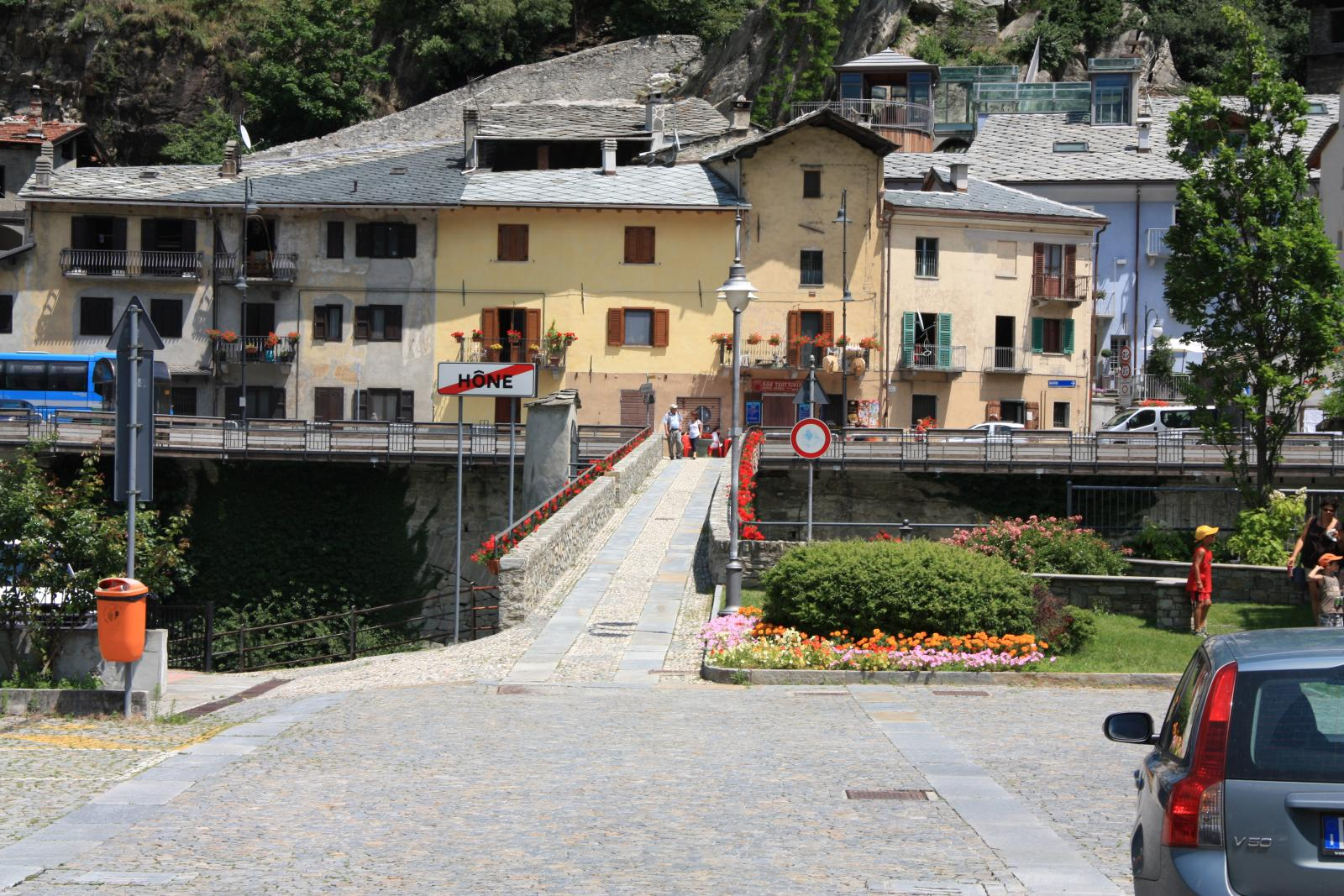
Il borgo di Bard, (oltre il ponte di Bard), visto da Hône

Bard è il comune più piccolo della Valle d'Aosta. È situato presso una gola posta vicino all'ingresso della valle, dove la valle della Dora Baltea tocca il suo punto più stretto. Nel punto in cui il fiume compie una brusca svolta, si innalza una roccia su cui si situa la fortezza ottocentesca. Tra Verrès e Pont-Saint-Martin, il forte domina lo sperone roccioso che sovrasta il borgo di Bard, passaggio obbligato della via romana consolare delle Gallie.
Ai piedi del forte si trova il borgo di Bard, collegato a Hône da un ponte sulla Dora.
- Classificazione sismica: zona 4 (sismicità molto bassa)[8]

### Clima
Il clima è mite per buona parte dell'anno e simile a quello della vicina cittadina di Hône, situata sulla sponda opposta della Dora Baltea.

## Storia
La zona attorno all'odierno borgo venne abitata sin dal Neolitico, come testimoniano incisioni su pietre molto grandi. Da Bard, epoca romana, passava la via delle Gallie, strada romana consolare fatta costruire da Augusto per collegare la Pianura Padana con la Gallia.
Per lungo tempo dominio della signoria dei Bard — il cui influsso si estendeva lungo tutta la vicina valle di Champorcher — Bard, per la sua posizione strategica, al centro di una profonda ed angusta gola, era considerata nell'antichità un sicuro baluardo contro le invasioni.
Durante l'epoca fascista, il comune di Bard ha incluso quello di Hône.

### Simboli
Lo stemma e il gonfalone sono stati concessi con Decreto del Presidente della Giunta Regionale del 4 marzo 2005.
Lo stemma del comune è mutuato da quello dei signori di Bard: è uno stemma parlante, infatti raffigura il barbo (in francese bar), un pesce d'acqua dolce del genere Barbus (forse il Barbus barbus).
Il gonfalone è un drappo di azzurro.
In epoca fascista, a seguito della soppressione del comune di Hône e con l'annessione del suo territorio a quello di Bard, fu approvata, con regio decreto del 1º luglio 1937, la concessione di uno stemma che univa l'emblema dei Bard ad una raffigurazione di san Giorgio, patrono della parrocchia di Hône: sbarrato d’argento: nel primo d'azzurro, seminato di crocette di San Maurizio (sic!) col piede aguzzo d'oro, a due barbi su tutto addossati e ricurvi d'oro, illuminati d'argento; nel secondo di rosso, alla figura di san Giorgio, armato di tutto punto d'argento, su cavallo bardato d'oro, in atto di calpestare un drago al naturale. Capo del Littorio. Con la caduta del regime e la restaurazione del comune di Hône, il comune di Bard riprese a far uso della precedente insegna.

## Monumenti e luoghi d'interesse
Bard, oltre allo storico forte, presenta ancor oggi il tipico assetto urbano del borgo medioevale, con apprezzabili edifici risalenti al XV e XVI secolo, fra cui la Casa del Vescovo, Casa Valperga, Casa Ciucca e Casa della Meridiana. Di particolare eleganza il palazzo dei nobili Nicole, ultimi conti di Bard, risalente al Settecento.
Nel vecchio borgo è possibile visitare anche Casa Challant, quartier generale dei lavori compiuti a fine anni novanta - primi anni duemila, con il contributo della comunità europea, per il recupero del forte e del borgo.
Nella piazza ove è situato il moderno edificio del nuovo municipio si erge anche la chiesa parrocchiale, intitolata all'assunzione di Maria, la cui storia risale al XII secolo. Nella forma odierna, a pianta rettangolare a una sola navata, preceduta da una scala in pietra e da un porticato, fu realizzata verso la metà del XIX secolo. Il campanile ha mantenuto forme romaniche: esso ha forma di imponente torre quadrata sulla quale si aprono finestre monofore e bifore.
Nei pressi del forte si trova un importante geosito archeologico con incisioni rupestri e uno "scivolo delle donne".

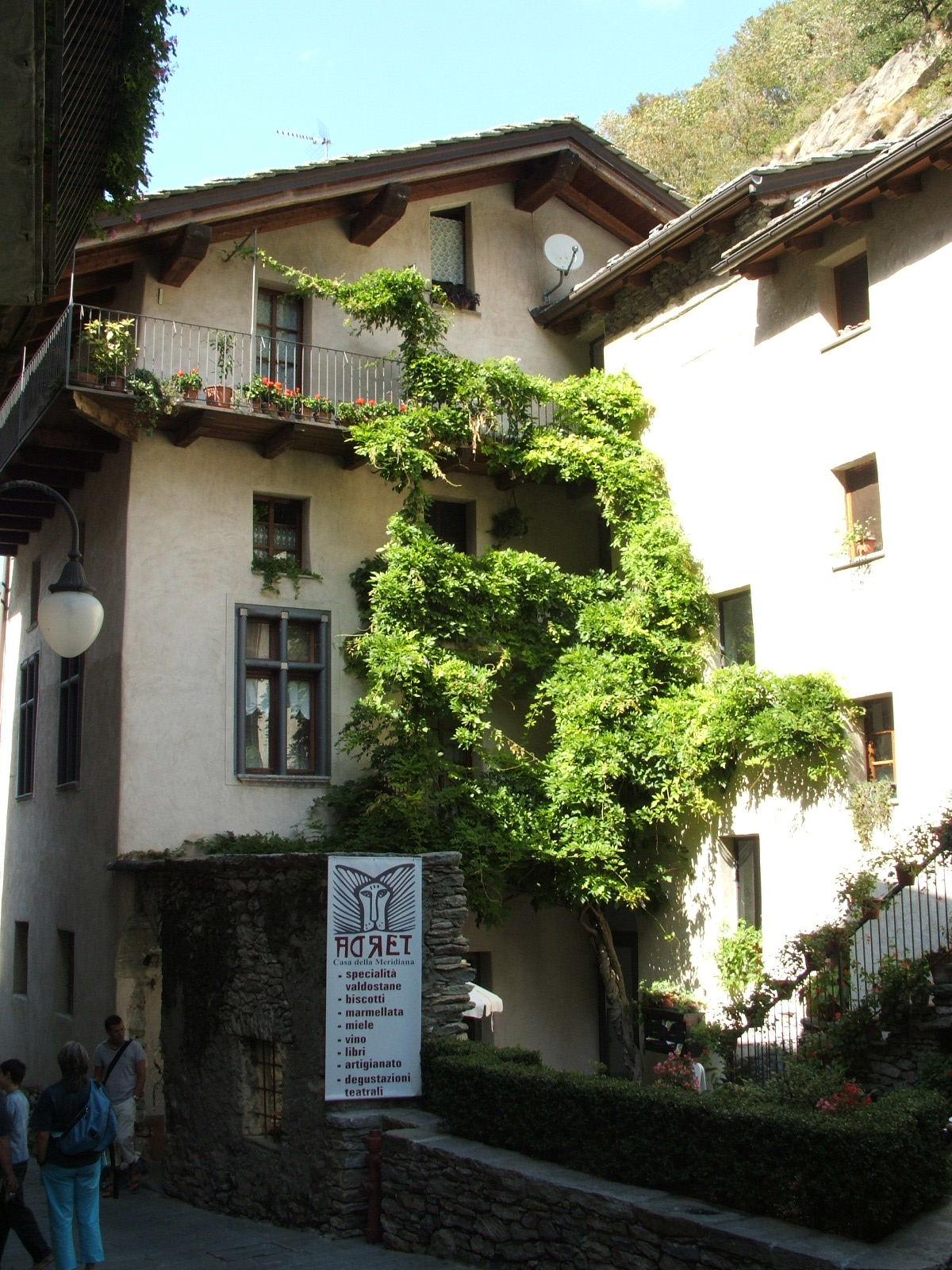
Casa della Meridiana
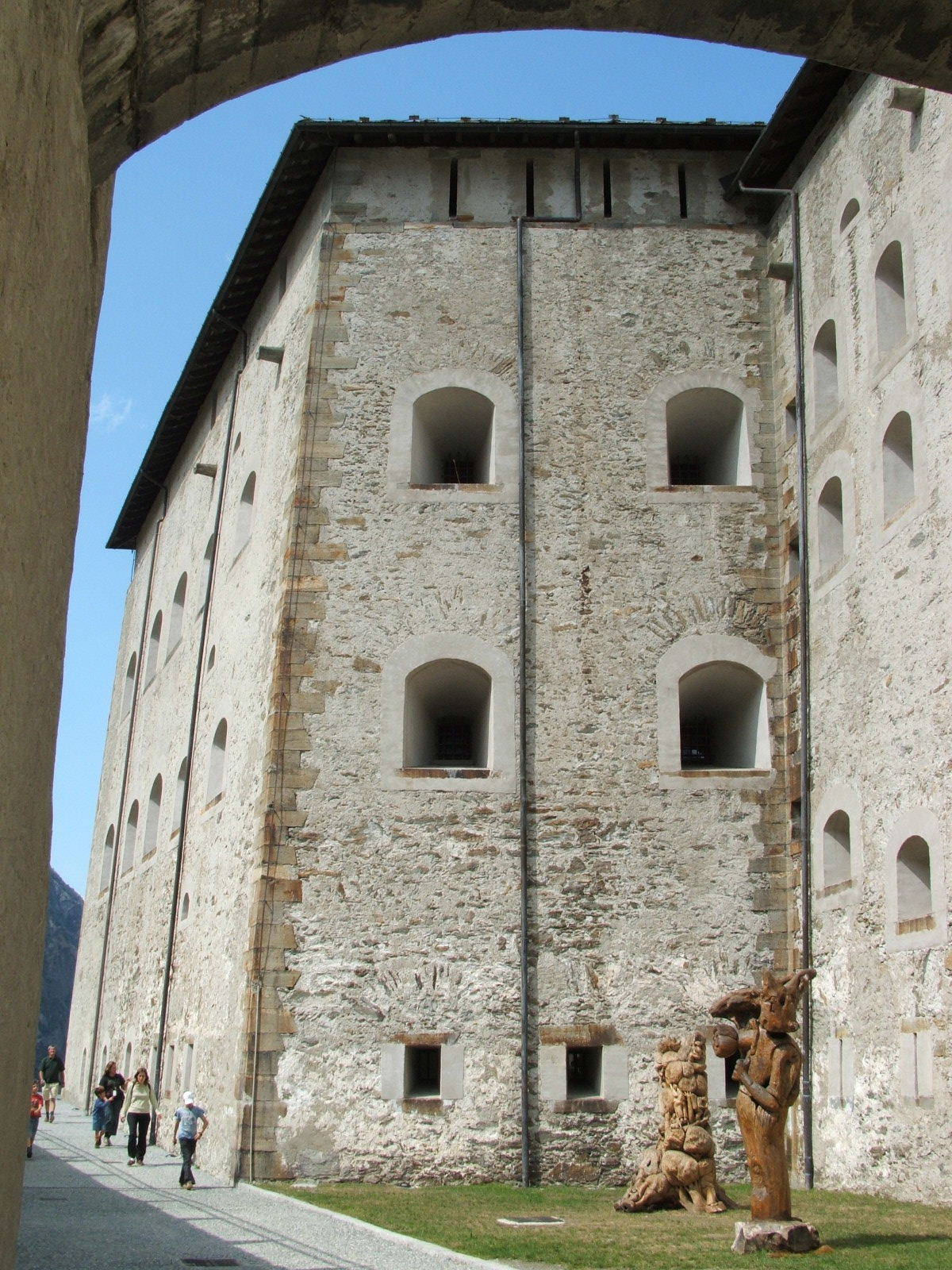
Il Forte di Bard
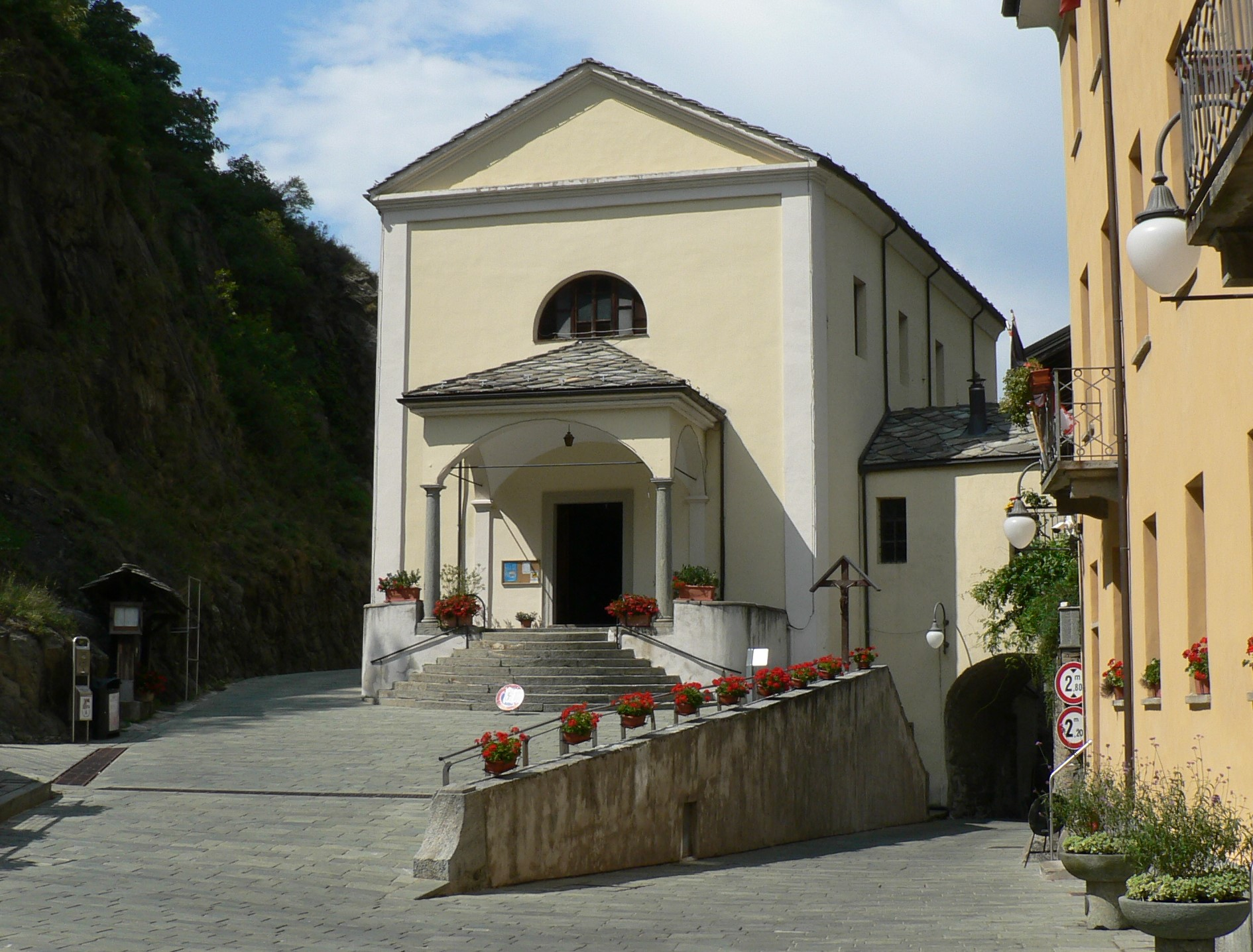
La chiesa parrocchiale dell'Assunzione di Maria

### Via Francigena
Nel centro storico di Bard passa il percorso della Via Francigena, proveniente da Arnad e Hône, dopo l'attraversamento del ponte sulla Dora Baltea, e diretto successivamente verso Donnas e Pont-Saint-Martin.

## Società

### Evoluzione demografica
Abitanti censiti

### Lingue e dialetti
Come nel resto della regione, anche in questo comune è diffuso il patois valdostano. In virtù della vicinanza geografica e dei rapporti storici con il Canavese, la popolazione locale parla anche il piemontese.

### Etnie e minoranze straniere
Secondo i dati ISTAT al 31 dicembre 2009 la popolazione straniera residente era di 6 persone (2 maschi e 4 femmine).
Le nazionalità maggiormente rappresentate in base alla loro percentuale sul totale della popolazione residente erano:
- Marocco 4 (3,05%)
- Romania 2 (1,53%)

## Cultura

### Musei
Presso il Forte si trova il principale polo museale di Bard, con le esposizioni multimediali del Museo delle Alpi e delle Alpi dei Ragazzi. Una fortezza che, rinata dalle proprie ceneri, ora rappresenta il centro principale di divulgazione della cultura alpina.

A Bard si trova anche l'Ecomuseo della castagna, un museo etnografico nel villaggio di Albard (chiuso per restauro).

## Economia
Come in molti comuni valdostani anche nel comune di Bard si produce energia idroelettrica. La centrale omonima, in gestione alla CVA, sfrutta le acque della Dora Baltea.

## Amministrazione

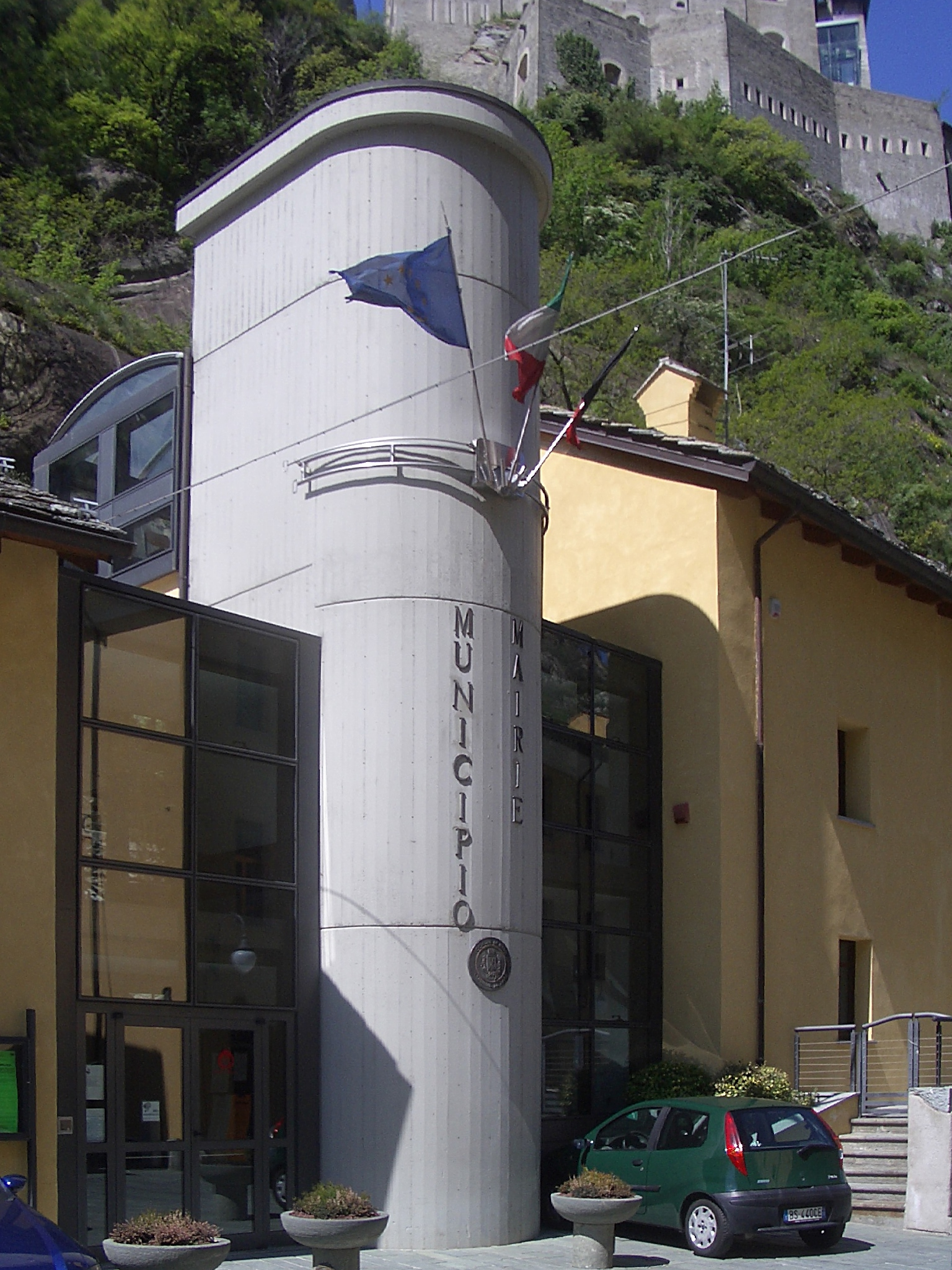
Il municipio.

Fa parte dell'Unité des Communes valdôtaines Mont-Rose.
Di seguito è presentata una tabella relativa alle amministrazioni che si sono succedute in questo comune.
| Periodo        | Periodo        | Primo cittadino   | Partito                   | Carica  | Note   |
| -------------- | -------------- | ----------------- | ------------------------- | ------- | ------ |
| 17 giugno 1985 | 22 giugno 1990 | Giulio Jacquemet  | Democrazia Cristiana      | Sindaco | [ 15 ] |
| 22 giugno 1990 | 29 maggio 1995 | Amedeo Cerruti    | Partito Liberale Italiano | Sindaco | [ 15 ] |
| 29 maggio 1995 | 8 maggio 2000  | Pietro Priod      | lista civica              | Sindaco | [ 15 ] |
| 8 maggio 2000  | 9 maggio 2005  | Pietro Priod      | lista civica              | Sindaco | [ 15 ] |
| 9 maggio 2005  | 25 maggio 2010 | Cesare Bottan     | lista civica              | Sindaco | [ 15 ] |
| 24 maggio 2010 | 11 maggio 2015 | Cesare Bottan     | lista civica              | Sindaco | [ 15 ] |
| 19 maggio 2015 | in carica      | Deborah Jacquemet |                           | Sindaco | [ 15 ] |

## Galleria d'immagini

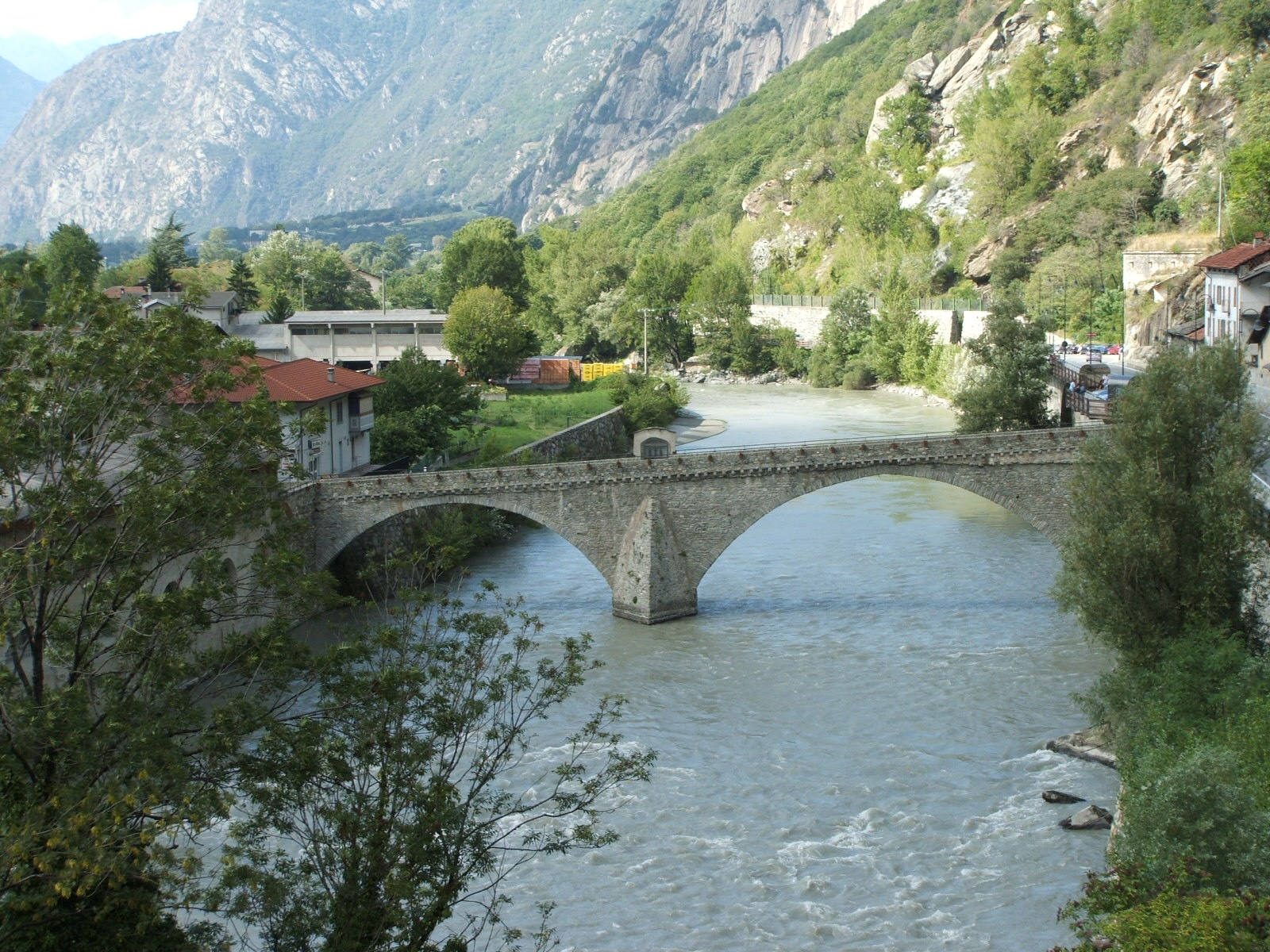
Il ponte medievale sulla Dora Baltea visto dal paese
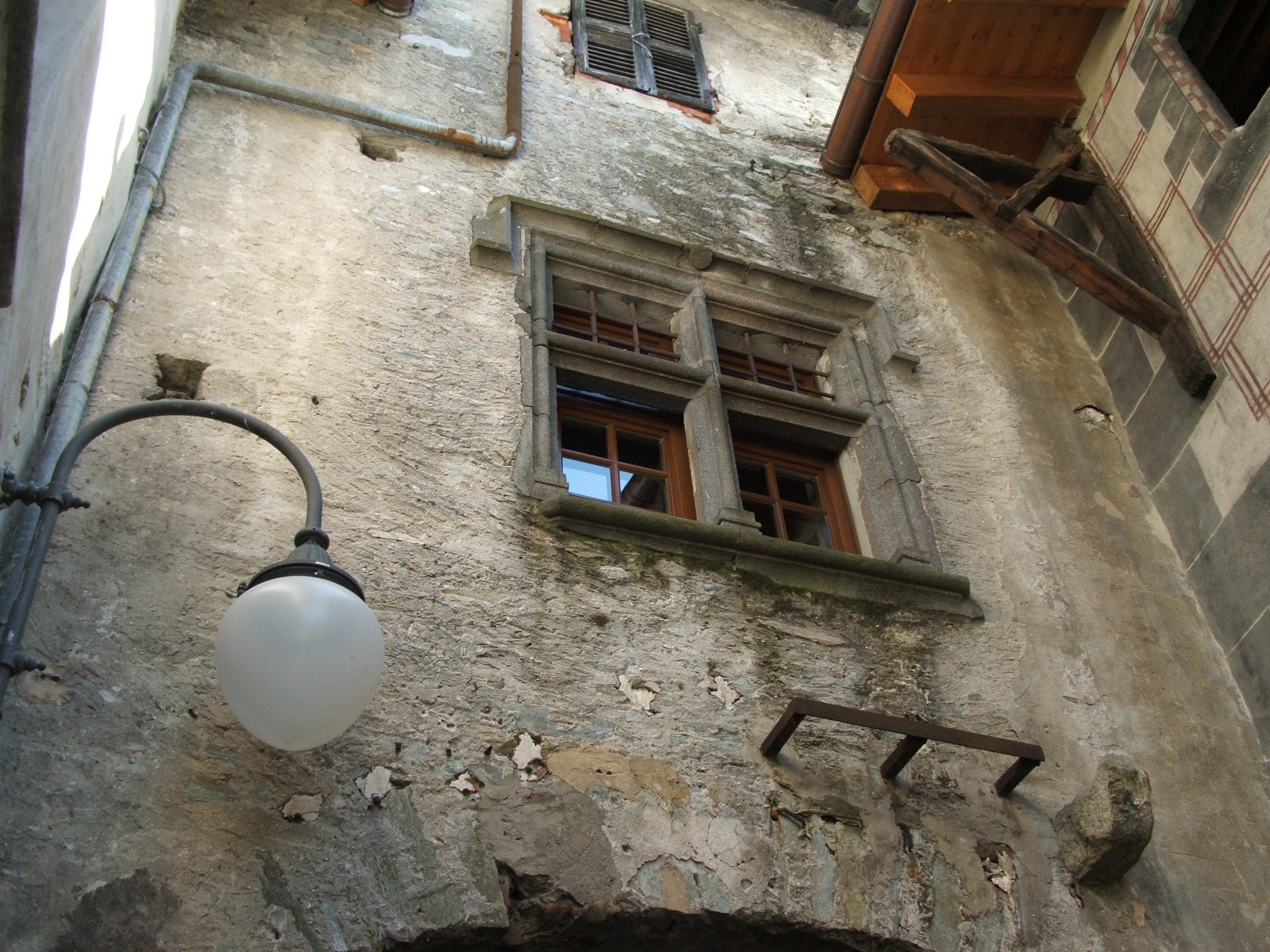
Il borgo (finestra crociata in pietra)
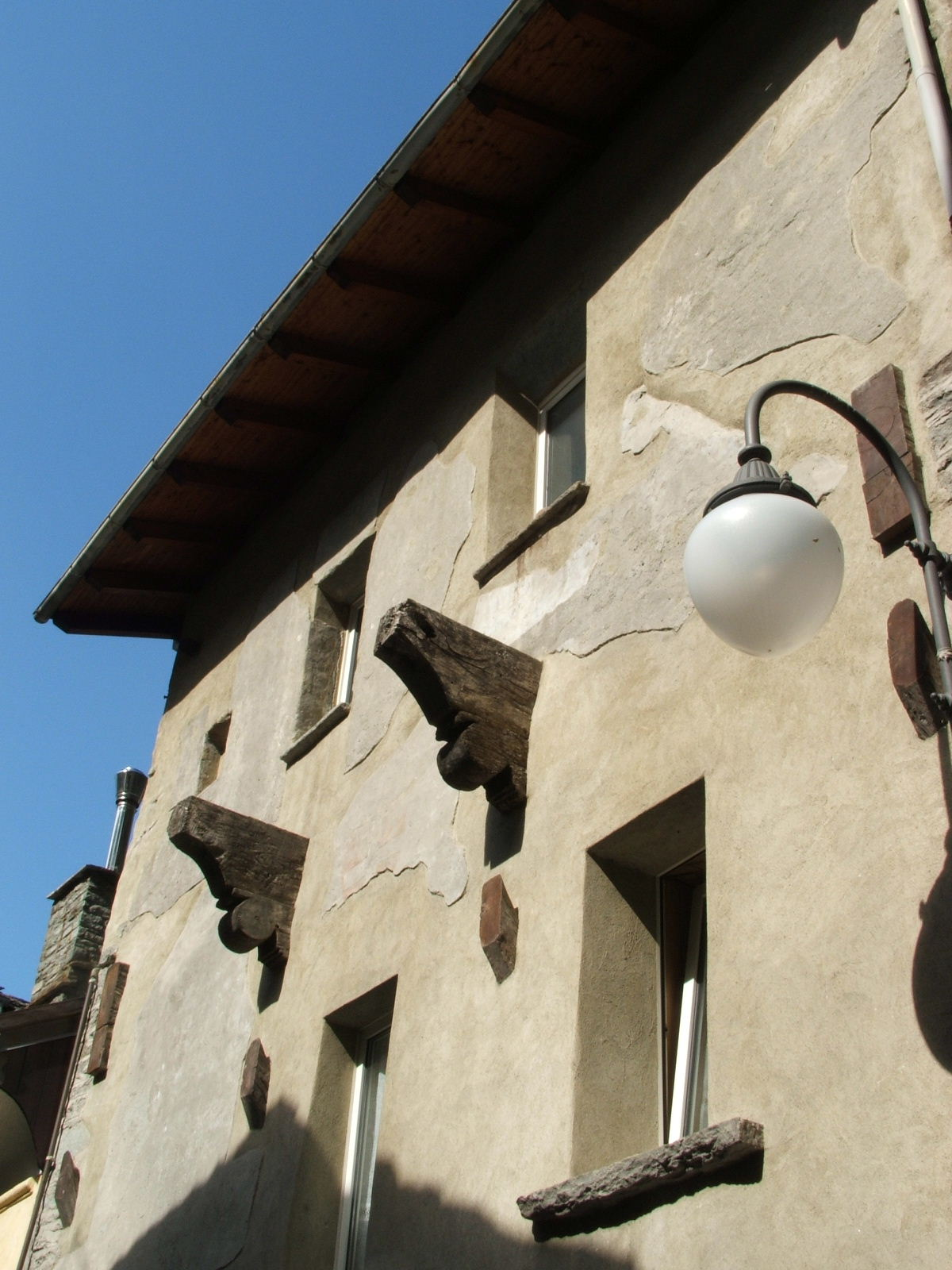
Casa con modiglioni lignei